# Махлуф, Хафиз
Хафиз Махлуф (араб.  حافظ مخلوف ‎; 2 апреля 1971, Дамаск, Сирия) — полковник, руководитель дамасского отделения Главного управления безопасности, двоюродный брат президента Сирии Башара аль-Асада.

## Биография
Хафиз Махлуф родился в Дамаске 2 апреля 1971 года. Он был двоюродным братом президента Сирии Башара аль-Асада по материнской линии. Он также был родным братом Рами Махлуфа, одного из ведущих бизнесменов Сирии. Хафез Махлуф известен также тем, что выжил в 1994 году в автокатастрофе, ставшей роковой для Басиля аль-Асада, которого готовили в преемники отцу, Хафезу аль-Асаду. В результате гибели Басиля президентом стал его младший брат Башар аль-Асад.

## Санкции
В 2007 году Министерство финансов США ввело против Махлуфа санкции за «подрыв суверенитета Ливана и его демократических процессов и институтов». Санкции предусматривали «замораживание любых активов, которые, возможно, находятся в Соединенных Штатах», и запрещали гражданам США участвовать в сделках с этими людьми. В мае 2011 года ЕС ввел санкции против Махлуфа, как главы следственного аппарата Службы общей разведки, сказав, что он «близок к Махеру Асаду», который «финансирует режим, позволяющий насилие в отношении демонстрантов». Министерство финансов США объявило о новых санкциях против него в том же месяце, сказав, что он «играл ведущую роль в подавлении акций протеста в Сирии, и принимал активное участие в операциях сирийского режима в Даръа, где протестующие были убиты». Активисты оппозиции утверждают, что Махлюф пользовался большим влиянием на президента, чем глава Главного управления безопасности, Али Мамлук. Он входил в ближайшее окружения Башара Асада.

## Сообщения о смерти и переезд в Белоруссию
Сообщалось, что Хафиз Махлуф погиб 18 июля 2012 года во время нападения на здание Службы национальной безопасности Сирии на северо-западе Дамаска, где также погибли министр обороны Дауд Раджиха, его заместитель Асеф Шаукат, и экс-министр обороны Хасан ат-Туркмани. Через 2 дня в больнице умер также раненый глава разведки Хишам Бахтияр. Однако, некоторые СМИ сообщили только о ранении Махлуфа.
В сентябре 2014 года несколько источников сообщили о том, что двоюродный брат президента Асада Хафиз Махлуф переехал в Белоруссию, несмотря на то, что его отец постояно проживает в России. Ранее в этом месяце он был отстранен от своей должности в разведывательной службе Дамаска. Джошуа Лэндис, американский эксперт по Сирии, написал, что Махлуф покинул Сирию, и что он и его брат Ихаб убрали фото Асада на своих страницах в Facebook и WhatsApp.